# Le farfalle sono libere
Le farfalle sono libere (Butterflies Are Free) è una commedia romantica statunitense del 1972 diretta dal regista Milton Katselas.

## Trama
San Francisco. Jill Tanner è un'esuberante attrice teatrale; Don Baker un affascinante ragazzo di famiglia benestante, non vedente. Fra i due nasce immediatamente l'amore, contrastato però dalla presenza della madre di lui, la signora Baker, iperprotettiva e timorosa che il figlio possa nuovamente disilludersi in amore. La paura di Jill di poter far soffrire Don scomparirà di fronte alla dimostrazione di forza e fermezza che lui è in grado di dimostrare nonostante tutto.

## Riconoscimenti
- 1973 - Premio Oscar
  - Miglior attrice non protagonista a Eileen Heckart
  - Candidatura Migliore fotografia a Charles Lang
  - Candidatura Miglior sonoro a Arthur Piantadosi e Charles T. Knight
- 1973 - Golden Globe
  - Miglior attore debuttante a Edward Albert
  - Candidatura Miglior film commedia o musicale
  - Candidatura Miglior attore in un film commedia o musicale a Edward Albert
  - Candidatura Miglior attrice in un film commedia o musicale a Goldie Hawn
  - Candidatura Miglior canzone (Carry Me) a Bob Alcivar e Randy McNeill